# がんばれ!ルーキー
『がんばれ!ルーキー』（Rookie of the Year）とは、ダニエル・スターン監督による映画作品。

## あらすじ
主人公であるヘンリーは、ごく普通の子供で、友人と遊ぶことが大好きである。ヘンリーは、野球好きで、シカゴ・カブスの大ファンであり、憧れの投手はカブスに所属しているステッドマン。数回、試合観戦に行き、試合中ホームランボールをとろうとし、外野の席で転倒し右腕を骨折する。病院に行き数ヶ月して腕が完治する。腕が治り、友達のクラークとジョージらでカブスの試合を観戦しに行く。カブスは、弱小球団として有名で再びホームランボールが飛んでくる。ボールをとり、ヘンリーが投げ返すことになる。すると、時速100マイルほどの豪速球を投げれるようになっていた。そのことに目をつけた、カブスはすぐにスカウトを行い、史上最年少で入団することになる。予想とおりの活躍を見せ、ヘンリーの活躍もあり、リーグ優勝までもつれ込むことになるが、優勝決定戦のときにヘンリーはマウンドで再びこけてしまい、腕が元の状態に戻ってしまう。果たして、ヘンリーはこの危機をどう乗り越えるのだろうか。

## キャスト
※括弧内は日本語吹替
- ヘンリー・ローウェンガートナー - トーマス・イアン・ニコラス（合野琢真）
- チェット・ステッドマン - ゲイリー・ビジー（大塚明夫）
- メアリー・ローウェンガートナー - エイミー・モートン（武藤礼子）
- サル・マルティネラ - アルバート・ホール（辻親八）
- クラーク - ロバート・ハイ・ゴーマン（坂本千夏）
- ジョージ - パトリック・ラブレック（菊池英博）
- ブリックマ - ダニエル・スターン（安原義人）
- ジャック・ブラッドフィールド - ブルース・アルトマン（野島昭生）
- ラリー・“フィッシュ”・フィッシャー - ダン・ヘダヤ（福田信昭）
- ボブ・カーソン - エディ・ブラッケン（北村弘一）
- ダーキン - ジョン・ゲーゲンヒューバー（牛山茂）
- ベッキー - コロンブ・ヤコブセン＝ダースティン（伊藤美紀）
- ヘッドー - トム・ミラノヴィッチ（掛川裕彦）
- アーニー - アンディ・バーマン（真地勇志）
- クリフ・マードック - ジョン・キャンディ（クレジットなし）（玄田哲章）